# Ceza
Ceza, pseudonimo di Bilgin Özçalkan (Üsküdar, 31 dicembre 1976), è un rapper turco.
È il più famoso e influente rapper Turco. Ha collaborato nei suoi album con artisti come Sezen Aksu, Candan Erçetin, Tech N9ne, Sagopa Kajmer, Dr. Fuchs, e sua sorella Ayben. La sua canzone intitolata “Holocaust” è stata introdotta nel film "Crossing the Bridge: The Sound of Istanbul" dal direttore Turco-Tedesco Fatih Akın, ed è stata inclusa nella colonna sonora ufficiale del film.

## Successo Imminente
Bilgin “Ceza” Özçalkan è nato il 31 dicembre 1976. Durante la sua infanzia, ha preso in prestito molti mixtape di musica Hip Hop dai suoi amici. Ha usato il nome Fatalrhymer durante i suoi primi anni di carriera. Durante questo tempo, ha pubblicato i suoi primi due album e ha vinto diversi concorsi di rap in tutta la Turchia. Nel 1998 Bilgin ha collaborato con il rapper e produttore turco Dr. Fuchs per formare il gruppo Hip Hop Nefret ( “L'odio”). In un primo momento il gruppo ha pubblicato molte canzoni underground e online. Dopo diversi concerti nei club turchi, il gruppo ha inciso l'album con l'etichetta discografica tedesca Hammer Muzik (un'etichetta sinonimo dei loro alti livelli di bassi). Il debutto di Nefret, Meclis-i-ala di Istanbul, è stato pubblicato nel 2000. Il titolo caratteristico, “Istanbul”, e in particolare il suo video promozionale, prendono il loro “ritmo musicale” da una base nascente del rap Turco seguaci dell'underground. Il loro follow-up, che sarebbe l'album “canto del cigno” di Nefret, Anahtar ( “Chiave”) è stato pubblicato nel 2001 e ha visto gli ex membri del gruppo di successo Cartel. L'album non ha avuto successo ma ha fatto conoscere molto Nefret. Durante il servizio militare Dr. Fuchs, Bilgin preparato un album solista. Ha avuto diversi underground DJ mix di canzoni per l'album, ma è stato più focale la produzione innovativa di un altro artista Hammer Muzik, Sagopa Kajmer il miglior produttore di Turchia, che ha trasformato Ceza nel nome più importante del rap turco. Nel 2002 pubblicò l'album Ceza Medcezir ( “Alta Marea”) che è stato prodotto da DJ MicCheck aka, Sagopa Kajmer ha vinto il riconoscimento per la sua pungente critica sociale e di prosa poetica che si spostano anche tra coloro che non hanno fino a quel punto seguito il movimento del rap turco; a detta di tutti ha un grande successo. Nel 2004, Ceza ha pubblicato il suo quarto Cd, intitolato Rapstar che è stato in parte prodotto da Dj MicCheck aka Sagopa Kajmer. Questo album è stato un grande successo (150 000 CD). Il video musicale della canzone “Rapstar” è stato trasmesso su molti canali televisivi turchi e ha avuto molti ascolti sulle stazioni radio turche. L'album contiene il contributo della sorella Ayben, così come gli altri rapper turchi Dr. Fuchs, Sagopa Kajmer, Sahtiyan, Fuat e fjärde världen dalla Svezia.
La collaborazione di Ceza con Dr. Fuchs come il gruppo Nefret è stato determinante per l'avvento dell'hip hop orientale in Germania. Ceza è divenuto sempre più popolare fra i giovani immigrati turchi in Germania, è venuto a identificarsi con le loro radici e la cultura turca, così ‘l'Oriental Hip Hop' è nato. C'era il rifiuto di avere ritmi afro-americani preferendo l'Arabesk turco e il pop, e questo era “l'emblema della fusione della cultura nera alla cultura turca.Canzoni come Rapstar di Ceza mostra questa chiara connessione a suoni e ritmi turchi.

## 2006
Ha poi pubblicato il suo primo maxi-singolo (EP / album Hybrid) intitolato Feyz Al (“Prendere la forma”). Ha pubblicato il suo sesto album intitolato Yerli Plaka il 5 settembre 2006. In questo album, Ceza ha delle feature con MC Tech N9ne americano di nascita e la cantante e compositore turca Sezen Aksu, Samy Deluxe, Eko Fresh e Afrob dalla Germania e MC Killa Hakan dalla Turchia che vive a Berlino. Il video musicale della canzone “Yerli Plaka” è stato registrato in Germania.

## 2007
MTV EMA Award
Ceza ha vinto gli MTV Europe Music Award per la miglior scenografia turca del 2007e il 1 ° novembre dello stesso anno. E le persone che lo hanno aiutato a fare l'album (olocausto) sono stati pirbudak e Mehmet Ali pirbudak.